# 阿蘇くじゅう観光圏

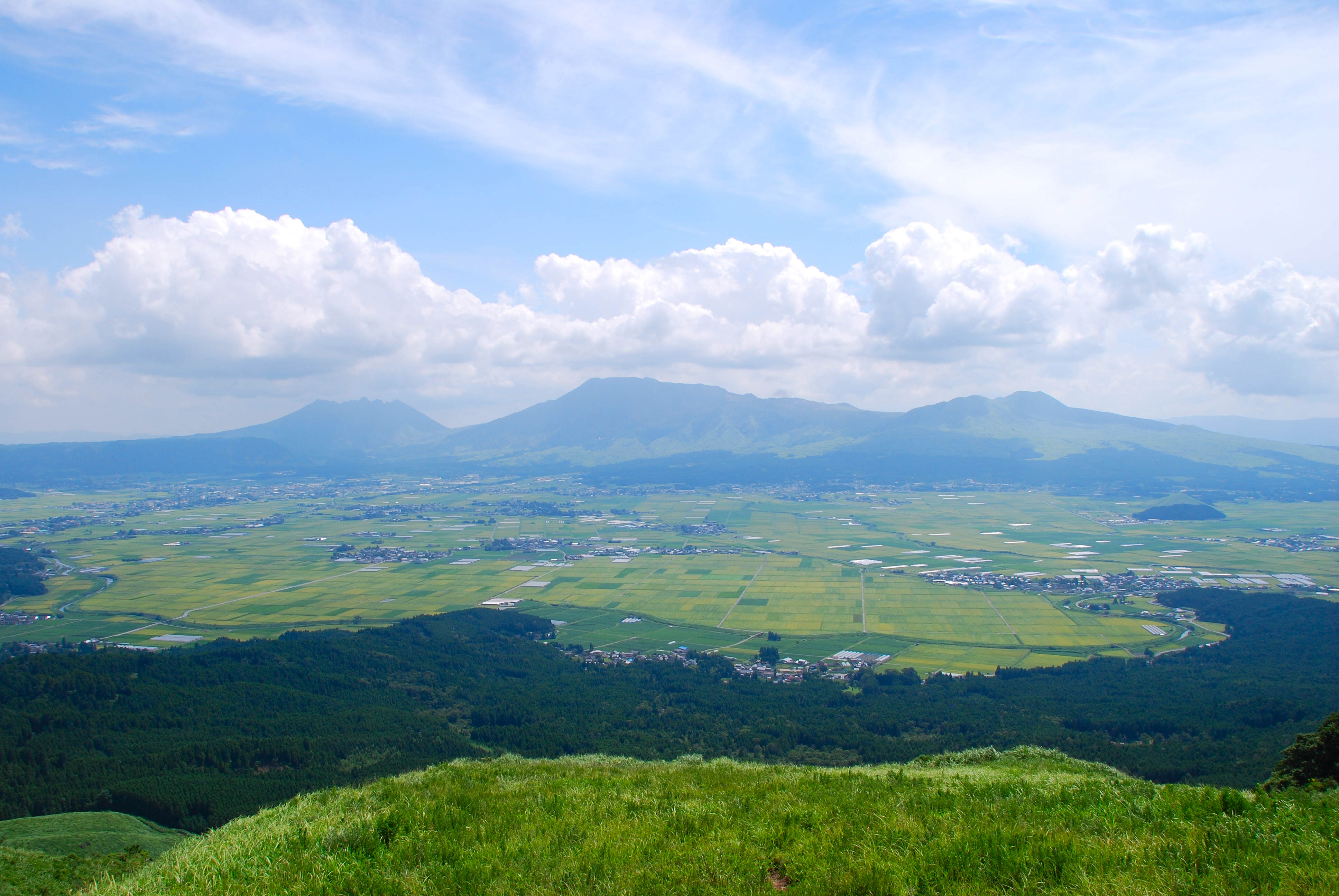
大観峰から見た阿蘇五岳

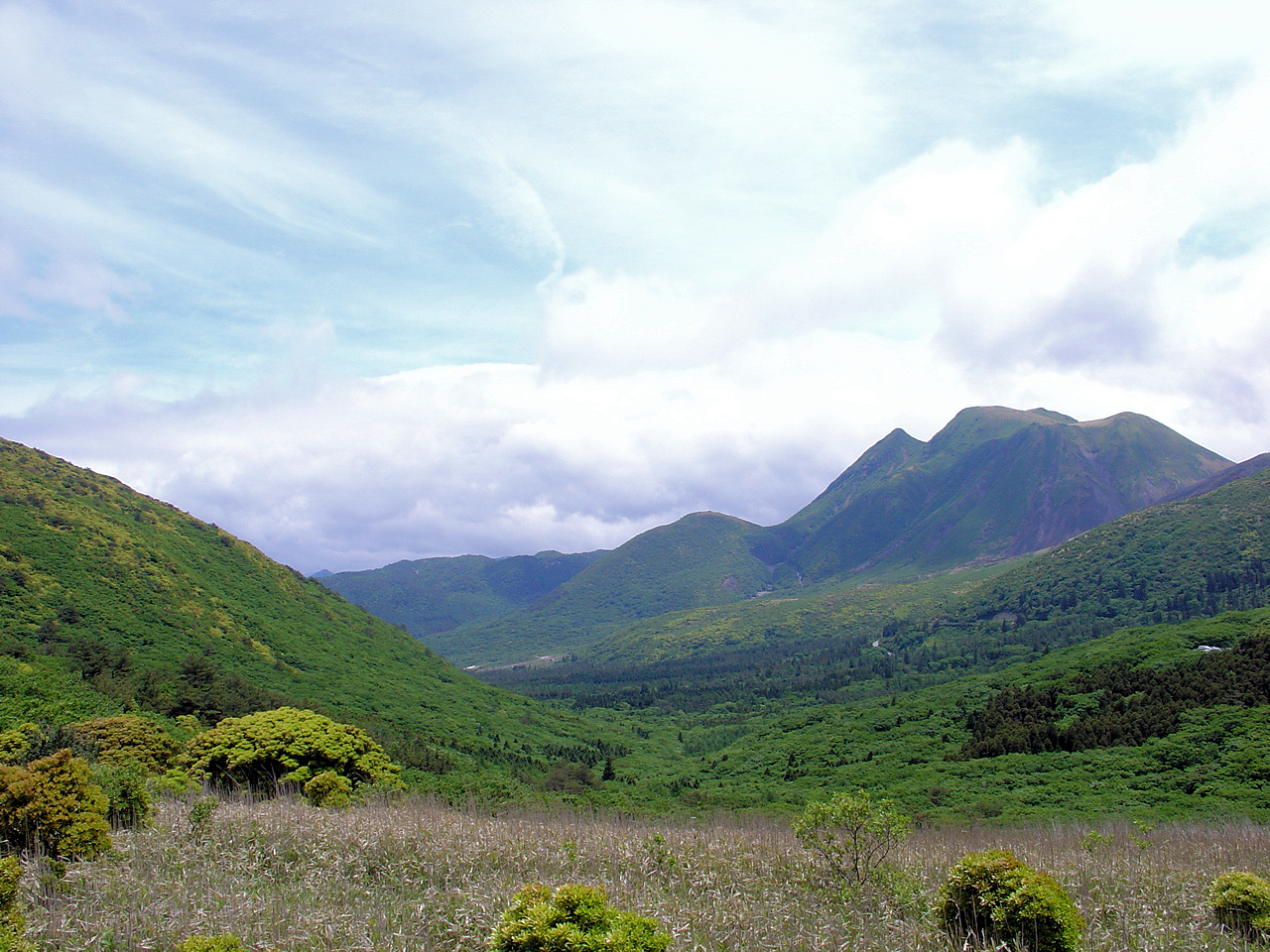
牧ノ戸峠から見た九重連山

阿蘇くじゅう観光圏（あそくじゅうかんこうけん）は、観光圏整備法（観光圏の整備による観光旅客の来訪及び滞在の促進に関する法律）に基づいて認定された観光圏である。当初の対象地域は、熊本県の阿蘇地域と大分県のくじゅう地域にまたがり、対象となる自治体は、熊本県阿蘇市、阿蘇郡南小国町、小国町、産山村、高森町、南阿蘇村、西原村、上益城郡山都町、大分県竹田市の2市4町3村。2013年4月には、改正された新たな「観光圏の整備による観光旅客の来訪及び滞在の促進に関する基本方針」に基づき、宮崎県西臼杵郡高千穂町を加えた地域について観光圏整備実施計画の新規認定が行われた。観光圏のサブタイトルは、「風と歩く光に逢う彩に酔う阿蘇くじゅう時遊空間」。

## 概要
観光圏整備法は、広域にわたる観光地が連携した「観光圏」を整備することにより、2泊3日以上の滞在型の観光地域を形成することを目的としている。
阿蘇くじゅう観光圏では、2007年度の圏内の観光入込客数は2,269万人（うち外国人は106万人）、宿泊客数は270万人（うち外国人は25万人）であったが、2012年度にそれぞれ2,382万人（うち外国人は132万人）、宿泊客数は297万人（うち外国人は37万人）とすることを目標としている。計画期間は、2008年10月1日から2013年3月31日まで。
具体的には、阿蘇くじゅう国立公園を形成する熊本県の阿蘇山と大分県の九重連山にまたがる地域に、6地区の滞在促進地区を定めて、各エリアでの連泊や、阿蘇エリアとくじゅうエリア間での周遊、転泊によって、滞在型の観光圏の形成を目指す。

## 具体的事業の例
- ウェルカム阿蘇くじゅう&滞在機能強化
- 阿蘇くじゅう名物料理研究・開発・宣伝
- 阿蘇カルデラ博（仮称）開催
- 阿蘇くじゅう広域連携バス運行実証実験
- 阿蘇パス共通乗車券&域内フリー切符

## 滞在促進地区
- 杖立温泉
- 黒川温泉
- 内牧温泉
- 地獄・垂玉温泉
- 久住高原
- 長湯温泉